# Hamish Harding
Hamish Harding (Hammersmith, 24 de junio de 1964-Atlántico Norte, 18 de junio de 2023) fue un empresario, piloto, explorador y turista espacial británico radicado en los Emiratos Árabes Unidos. Fue el fundador de Action Group y presidente de Action Aviation, una empresa internacional de corretaje de aeronaves con sede en Dubái, Emiratos Árabes Unidos. Falleció en la implosión del sumergible turístico Titan en que se dirigía a ver los restos del Titanic. 
Del 9 al 11 de julio de 2019 fue director de misión y piloto de la tripulación de la misión de vuelo One More Orbit, que estableció un récord mundial de velocidad para la circunnavegación más rápida de la Tierra por avión sobre ambos polos geográficos.

## Biografía
En 2017, Harding trabajó con la empresa de turismo VIP de la Antártida, White Desert, para presentar el primer servicio regular de aviones comerciales a la Antártida utilizando un Gulfstream G550, aterrizando en Wolfs Fang Runway, una pista de hielo. También visitó el Polo Sur varias veces, acompañando a Buzz Aldrin en 2016 cuando se convirtió en la persona de mayor edad en llegar al Polo Sur (86 años).
Del 9 al 11 de julio de 2019, para celebrar el 50.º aniversario del alunizaje del Apolo 11, Harding, junto con Terry Virts, dirigió un equipo de aviadores que obtuvo el récord mundial Guinness de circunnavegación de la Tierra a través de los polos norte y sur en un Gulfstream G650ER en 46 horas 40 minutos. La misión One More Orbit se lanzó y aterrizó en la instalación de aterrizaje del transbordador (Space Florida) en el Centro espacial John F. Kennedy de la NASA. Harding fue el director de la misión y dirigió un equipo de más de 100 personas.
El 5 de marzo de 2021, junto a Victor Vescovo se sumergieron en el punto más profundo de la fosa de las Marianas, el abismo Challenger, a una profundidad de 11 000 m, en un sumergible biplaza, estableciendo los récords de mayor longitud cubierta y mayor tiempo pasado en la profundidad completa del océano.
Harding voló al espacio como parte de la misión suborbital Blue Origin NS-21, el 4 de junio de 2022, en el quinto vuelo espacial del cohete New Shepard.
En septiembre de 2022, la compañía de aviación de Harding, Action Aviation, suministró un avión Boeing 747-400 personalizado para transportar ocho guepardos salvajes de Namibia a la India para lanzar el proyecto de reintroducción del guepardo en la India del gobierno indio y el Cheetah Conservation Fund en Namibia (CCF). Los guepardos se habían extinguido en la India desde la independencia en 1947. Este proyecto de conservación fue designado como «expedición con bandera»  por el Explorers Club con los miembros del club Harding y Laurie Marker, fundadora de la CCF, portando la bandera en el vuelo a la India.
El 18 de junio de 2023, Harding fue identificado como una de las cinco personas dentro de un sumergible que desapareció en el Atlántico Norte, mientras se dirigía a ver los restos del Titanic. Al final se confirmó su muerte cuando cuatro días más tarde se encontraron restos del sumergible turístico cerca del pecio al que se dirigían, sugiriendo que durante la inmersión se produjo la implosión de la nave.